# Política Externa e de Segurança Comum da União Europeia
A Política Externa e de Segurança Comum (PESC) foi um dos pilares da União Europeia e possuía a máxima importância para o entendimento das relações internacionais. Exercia influência dentro e fora do continente europeu e procura preservar a paz e a segurança, bem como salvaguardar valores comuns, desenvolver a democracia, o respeito pelos direitos humanos e o Estado de direito. Os objectivos da PESC eram os seguintes:
- Salvaguardar os valores comuns, os interesses básicos e a independência da União Europeia;
- Reforçar a segurança da União Europeia e dos seus membros, sob todas as formas;
- Manutenção da paz e do reforço da segurança internacional;
- Desenvolvimento e consolidação de democracia e do Estado de Direito, bem como o respeito dos direitos humanos e das liberdades fundamentais.

Este pilar foi abolido com o Tratado de Lisboa, em 1 de dezembro de 2009.